# Hildebert Isnard
Hildebert Isnard (Nice, França, 4 de abril de 1904 – 27 de julho de 1983) foi um geógrafo francês, conhecido por seus estudos sobre descolonização e espaço geográfico.

## Biografia
Sua carreira de geógrafo dos países mediterrâneos e orientais, assim como o fato de ter morado na Argélia e em Aix-en-Provence, ofereceram a possibilidade do contacto com a experiência colonial, e o prepararam em sua carreira através da observação das vicissitudes políticas, humanas e econômicas nas regiões que estudou.
Encorajado por Marcel Larnaude, em 1935 publica “La culture des primeurs sur le littoral algérois”, iniciando uma tese sobre as vinhas introduzidas na Argélia pela colonização francesa, passando depois à análise geográfica da economia das sociedades rurais.
Em 1º de julho de 1947, fez uma brilhante defesa de tese em Sorbonne, “La vigne em Algérie”, publicada em dois volumes, em 1951 e 1954. Em Aix-en-Provence, foi nomeado professor em 1947, dedicando-se ao ensino e à pesquisa, e estruturando o “Institut de Géographie”, onde criou a revista “Méditerranée”. Desenvolveu a cadeia de estudos geográficos na própria Aix-em-Provence, mas utilizando ideias e observações do além-mar, de Madagascar, Ilha de Reunião, Congo, Costa do Marfim, e até do Canadá.
Em Madagascar, com seu colega Guilcher, em 1967, ele tetemunhou o nascimento do “Laboratoire de Géographie” da Universidade de Madagascar. Retornou, depois, para seu trabalho em Aix, sugerindo a criação de “L’Association des Géographes de Madagascar”, ajudando na fundação da “Madagascar Revue de Géographie”, da qual se tornou membro e patrono de honra.
Em 1970, Isnard retornou a Nice, onde permaneceu, prolongando seus estudos na Universidade. Sua aposentadoria, em 1975, não significou o abandono da pesquisa, pelo contrário, ele dedicou seu tempo livre para aprofundar mais a disciplina. Suas últimas obras, “L’espace géographique” e “Problématique de la géographie” confirmam a precisão das idéias que ele defendeu durante toda sua vida, e constituem um notável exemplo de meditação epistemológica.
Em sua missão pedagógica, passou a percorrer o país, acompanhando os alunos em pesquisas, muitas vezes em condições difíceis, devido a sua idade avançada. Em 1979, ano de sua última missão, foi apelidado de “Raymalala”, cuja tradução era “Le père bien aimé”. Sua saúde decaiu bruscamente a partir de 1982, e após várias cirurgias, morreu em 27 de julho de 1983, nos braços de sua esposa.

## A nova geografia
Enquanto Isnard fazia suas pesquisas, a França vivia um momento de questionamento da chamada “Nova Geografia”, que se difundira mundialmente na década de 50, motivo pelo qual Isnard enfatizou questões sociais e, através dos muitos estudos na África, abordou o lado social relacionado à colonização e descolonização.
Vários de seus livros abordavam temas geográficos básicos pois, justamente por atravessar tal momento crítico, defendia conceitos que pudessem ser úteis na definição de seu objeto e permitissem, dessa forma, resolver o conflito entre as diversas vertentes do estudo geográfico. Isnard concentrou sua análise em quatro aspectos principais do espaço geográfico: gênese, definição, estrutura e relações. Propôs, ainda, o estudo do espaço geográfico como um sistema (o geossistema), já que há um conjunto de elementos em interção, e caberia à geografia o estudo desse geossistema.

## Lista de obras
- La culture des primeurs sur le littoral algérois et ses conditions géographiques, Alger: Carbonel, 1935. Publication Fac. Lettres Alger, 2, VII.
- Caractères récents du peuplement indigène du Sahel d’Alger, Revue Africaine (Congrés de Tlemcen), LXXIX, 1936. pp. 203 – 206.
- Le Sahel d’Alger en 1930. Revue Africaine (Congrès de Constantine), LXXXI, 1937. pp. 587 – 596.
- Le cantonnement des indigènes dans le Sahel d’Alger 1852-1864, Mélanges Gautier, 1937. pp. 245 – 255.
- Les enteprises de fondation de villages dans le Sahel d’Alger 1843-1854. Revue Africaine, 1938. pp. 243 – 312.
- L’état économique et social de la Mitidja em 1930, 4º Congrès des Sociétés Savantes Afrique du Nord. Rabat, 1938-1939, II. pp. 715–725.
- La vigne em Algérie. Etude géographique. Thèse Lettres. Gap, Ophrys, 1951; 1954. Tese que defendeu em Sorbonne em 1947.
- Comptes rendus in Annales de l’Université de Paris, 18º année, nº 1, jan jan-mar 1948; in Annales de Géographie, nº 311, LVIIIº année, jul-set 1949. pp. 212–219.
- La Réorganisation de la propriété rurale du Sahel d’Alger et de la Mitidja au lendermain de la pacification et ses conséquences (Ordonnance Royale du 21 juillet 1946 et Commission des transactions et partages: 1861-1867). Thèse secondaire, juillet 1947.
- L’organisation de la proprieté rural das la Mitidja (1851-1867). Conséquences sur la vie des indigènes. Alger: Joyeux, 1949.
- La répartition saisonnière des pluies en Algérie. Annales de Géographie, 1950. pp. 354–361.
- La répartition saisonnière des pluies en Tunisie. Annales de Géographie, 1952. pp. 357–362.
- L’ile de la Réunion, pp. 245–276. In Terres Lointaines VIII. La France de l’Océan Indien. Paris, Société d’Editions géographiques, maritimes et coloniales, 1952.
- L’Algérie. Collection “Les Beaux Pays”. Arthaud, Grenoble, 1954. 238 p. Teve mais 1 edição.
- Algeria. Kaye-London. 1 volume, 1955. 238 p.
- Disparités régionales et unite nationale à Madagascar. In Annales de la Faculté des Lettres, Aix, 1955.
- Madagascar, A. Colin, 1 volume, Paris, 215 p.,1955. Teve mais 1 edição, em 1964.
- La Réunion et la Martinique, notes de géographie comparée. In Cahiers d’Outre-Mer, IX, 1956.
- La départementalisation de trois vieilles colonies tropicales. In Cahiers de la Faculté des Lettres, Aix, 1956.
- La viticulture algérienne, Erreus économique?, Revue Africaine, tome VI, 1956. pp. 437–473.
- Les caractères originaux du vignoble oranais. Cahiers d’Outre-Mer, 1957. pp. 97–106.
- Vigne et structures en Algérie. In Diogène, nº 27, 1959. pp. 76–96.
- Vineyards and social structure in Algeria. 63-81 Diogène, nº 27. An International Review of Philosophy and Humanistic Studies.
- Vigne et colonisation en Algérie. In Annales de Géographie, 1949. pp. 212–219.
- L’évolution recente de la culture de la canne à sucre à la Réunion. In Annales de la Faculté des Lettres, Aix, XXXI.
- Départementalisation et sous-développement. Le cas de la Réunion. In La Pensée géographique française contemporaine, Presses universitaires de Bretagne.
- L’archipel des Comores. In Cahiers d’Outre-Mer, 1953.
- Le commerce extérieur de l’Algérie en 1960. In Méditerranée, 1960.
- Structure de l’agriculture musulmane en Algérie à la veille de l’insurrection. In Méditerranée, 1960, nº 2-3, pp. 49–60 et nº 4, pp. 43–58.
- Les exploitations agricoles européennes en Algérie (essai de représentation cartographique). In Méditerranée, 1961, nº 1. pp. 23–32.
- Géographie de L´ Afrique tropicale et australe, P.U.F., 1964; 2ª ed. 1967; 3ª ed. 1974.
- Le Maghreb, Collection Magellan, P.U.F., 1966, 276 p. Teve mais 3 edições, uma em 1971, a última em 1978.
- El espacio del geografo. pp. 57–70. In Boletin Caracas, La Muestra y la Enseñanza de la Conservacion, marzo 1970.
- Géographie de la decolonization. Collection S. U. P. Paris : P.U.F., 1971.
- Atlas de la région Provence-Côte-d’Azur, volume 1, Climat, cartes et commentaires, 1973.
- Pays et paysages méditerranéens. Collection S.U.P. Paris : PUF, 1973, 239 p.
- Comptes rendus: Une géographie de la decolonization. In Revue de l’Université d’Ottawa, vol. 43, nº 3, 1973; Problèmes de la décolonisation dans le monde árabe. In Revue de l’Université d’Ottawa, nº 4. pp. 614–622.
- La tertiaire à la Réunion, pp. 27–32. In Economie et humanisme, nº 215, I, 1974.
- Géographie et Sociologie. pp. 9–13. In Cahiers du Centre Universitaire de la Réunion, Géographie, nº 9.
- L’Espace Géographique. Paris: PUF, Le Géographie, 1978. 220 p.
- Por una geografia emperica. pp. 97–103. In Dinamica del espacio, Centro de investigaciones geodidacticas. Boletin 8 y 9, Ano V, Caracas, abril 1979.
- Lo Spazio geografico. Milano: Édiz. Franco Angeli, 1980, 176 p.
- Problématiques de la géographie. Hildebert Isnard, Jean-Bernard Racine, Henri Reymond; prefácio de Pierre George, P.U.F., 1982. pp. 1–83[6]

## Hildebert Isnard em língua portuguesa
- O Espaço Geográfico. Tradução de João Vítor G. da Silva Pereira. Coimbra: Livraria Almedina, 1982.
- O Espaço do Geógrafo. Boletim Geográfico, Rio de Janeiro, 36(258-259): 5-16, jul./dez., 1978. Tradução autorizada por Annales de Géographie, Mars-Avril, 1975, LXXXIV anée, Paris, França.